# Rot an der Rot
Rot an der Rot ist eine Gemeinde im Landkreis Biberach des Landes Baden-Württemberg in Deutschland.

## Geographie

### Lage

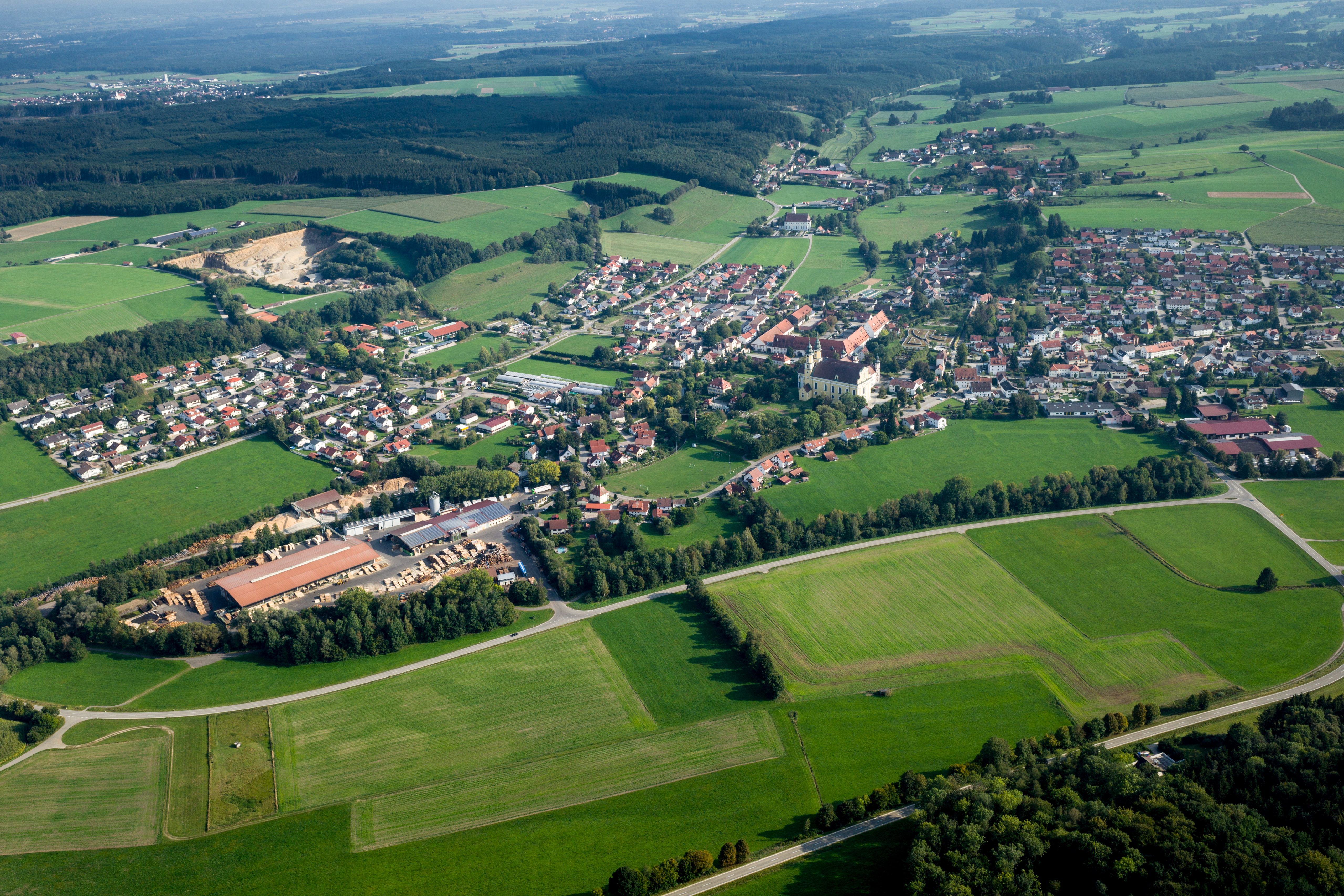
Luftbild Rot an der Rot (2020)

Die Gemeinde gehört zur Region Oberschwaben und liegt am gleichnamigen Fluss Rot zwischen Biberach an der Riß und Memmingen.
Im Ortsteil Spindelwag-Berg schneidet der 10. Längengrad den 48. Breitengrad und bildet damit einen Konfluenzpunkt. Lage 48° 0′ 0″ N, 10° 0′ 0″ O

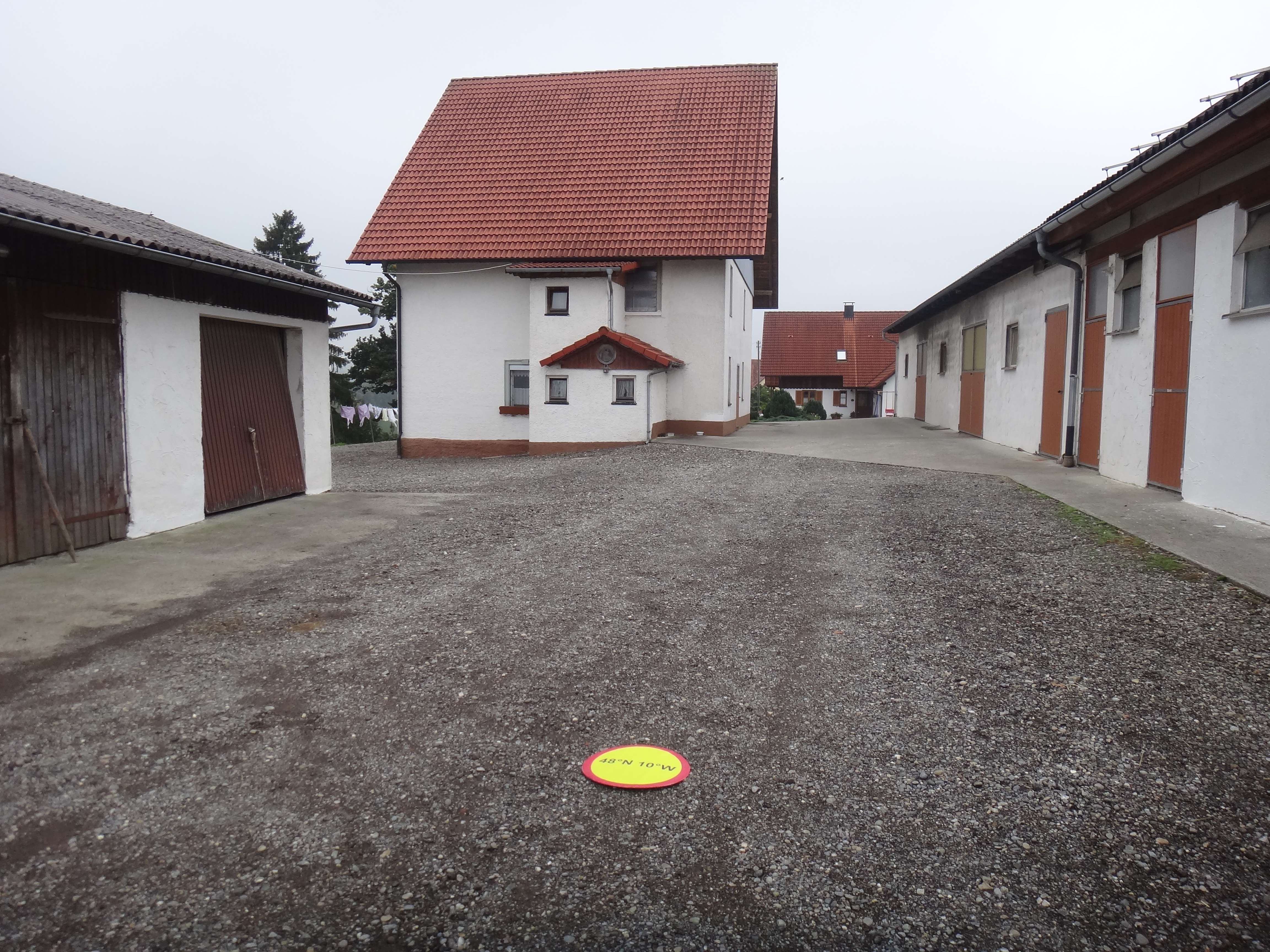
Konfluenzpunkt beim Ortsteil Berg

### Gemeindegliederung
Zur Gemeinde gehören seit der Gemeindereform von 1971 bis 1975 auch die früher selbstständigen Gemeinden Ellwangen, Spindelwag und Haslach.

### Nachbargemeinden
Von Westen beginnend grenzt Rot an die Gemeinden Eberhardzell, Steinhausen an der Rottum, Erlenmoos, Berkheim, Tannheim und im Süden an den Landkreis Ravensburg mit der Gemeinde Aitrach und die Stadt Bad Wurzach.

### Schutzgebiete
Zwischen Haslach und Habsberg liegt das Landschaftsschutzgebiet Höllwiesental. Im Nordosten hat Rot einen kleinen Anteil am Landschaftsschutzgebiet Iller-Rottal.
Die Rot selbst ist Teil des FFH-Gebiets Rot, Bellamonter Rottum und Dürnach.

## Geschichte

Umzug der Narrenzunft Bobohle (2013)

Rot wurde erstmals um das Jahr 1100 erwähnt. 1126 gründeten Hemma und Kuno von Wildenberg das Kloster Rot, auch Mönchsrot genannt, das von französischen Prämonstratenserchorherren vom Mutterkloster Prémontré aus besiedelt wurde. Die Geschichte des Orts ist seitdem eng mit der des Klosters verbunden, das als erste Niederlassung der Prämonstratenser in Schwaben und durch mehrere Klosterneugründungen bald auch überregional einflussreich und im 15. Jahrhundert reichsunmittelbar wurde.
1803 wurde es entsprechend dem Reichsdeputationshauptschluss säkularisiert und die Gemeinde von Mönchsroth in Rot an der Rot umbenannt. Rot kam mit der Grafschaft Wartenberg-Roth zunächst an die Grafen Kolb von Wartenberg und kurz darauf durch Adoption an die Grafen zu Erbach-Erbach, die sich seitdem auch Grafen von Wartenberg-Roth nennen. Ab 1806 gehörte die Gemeinde zum Königreich Württemberg und dort zum Oberamt Leutkirch. In den Folgejahren verlor der Ort an Bedeutung. Bei der Kreisreform während der NS-Zeit in Württemberg gelangte Rot 1938 zum Landkreis Biberach. 1945 wurde Rot Teil der Französischen Besatzungszone und kam somit zum neu gegründeten Land Württemberg-Hohenzollern, welches 1952 im Land Baden-Württemberg aufging. Erst 1947 kehrten Prämonstratenserchorherren nach Rot zurück, von wo sie 1959 die Abtei Hamborn wiederbesiedelten.
Am 1. Juli 1971 wurde Spindelwag eingemeindet, die Eingemeindung von Ellwangen erfolgte am 1. Oktober 1974. Am 1. Januar 1975 kam Haslach hinzu.
Durch diese Eingemeindungen erreichte die Gemeinde wieder ungefähr die Fläche, die sie bis zur Säkularisation als geistliches Territorium hatte. Somit ist Rot an der Rot flächenmäßig eine der größten Gemeinden des Landkreises Biberach. In dem gesamten Gebiet wohnen 4565 Personen (davon laut Angaben der Gemeinde zufolge 2537 Personen im Hauptort Rot an der Rot) auf einer Gesamtfläche von 63,41 km². Dies entspricht ungefähr der halben Fläche der Großstadt Ulm, wo sich auf einer Fläche von 118,69 km² 122.801 Einwohner verteilen.
In der Umgebung Rots befanden sich die abgegangenen Burgen Dietenberg, Mettenberg und Wirrenweiler.

## Politik

### Verwaltungsverband
Rot an der Rot gehört zum Gemeindeverwaltungsverband Rot/Tannheim, der seinen Sitz in Rot an der Rot hat. Der Gemeindeverwaltungsverband gehört zum Landkreis Biberach.

### Bürgermeister
Bürgermeister war von 1984 bis 2016 Robert Balle; seine Nachfolgerin war von 2016 bis 2024 Irene Brauchle. Bei der Bürgermeisterwahl am 14. April 2024 setzte sich Andreas Maaß mit 64,9 Prozent der Stimmen gegen Amtsinhaberin Brauchle, die 34,8 Prozent der Stimmen erhielt, durch. Brauchle wurde später Bürgermeisterin von Oggelshausen. Maaß trat das Amt des Bürgermeisters von Rot am 17. Juni 2024 an.

### Gemeinderat
Der Gemeinderat wird nach dem Verfahren der unechten Teilortswahl gewählt. Dabei kann sich die Zahl der Gemeinderäte durch Überhangmandate verändern. Der Gemeinderat besteht aus den 18 gewählten ehrenamtlichen Gemeinderäten und dem Bürgermeister als Vorsitzendem. Der Bürgermeister ist im Gemeinderat stimmberechtigt. Bis zur Gemeinderatswahl 2019 bestand der Gemeinderat aus 10 Personen. Die Kommunalwahl am 9. Juni 2024 führte zu folgendem Ergebnis. Die Wahlbeteiligung betrug 67,66 % (2019: 63,7 %).
| Partei/Gruppierung                           | Stimmen | Sitze | Ergebnis 2019    |
| -------------------------------------------- | ------- | ----- | ---------------- |
| Freie Wählervereinigung Rot an der Rot       | 49,55 % | 9     | 51,51 %, 5 Sitze |
| Bürgerliche Wählervereinigung Rot an der Rot | 47,64 % | 8     | 48,49 %, 5 Sitze |
| Die lose Wählervereinigung                   | 2,81 %  | 1     | 0 %, 0 Sitze     |

### Wappen
| Wappen der Gemeinde Rot an der Rot | Blasonierung: „In Rot ein aufgerichteter silberner (weißer) Greif, mit den Vorderpranken ein gleicharmiges silbernes (weißes) Kreuz mit Tatzenenden haltend.“ |
| Wappen der Gemeinde Rot an der Rot | Wappenbegründung: Nach der Eingliederung zweier Orte in die frühere Gemeinde Rot an der Rot hat sich diese am 1. Januar 1975 mit Haslach zur neuen Gemeinde Rot an der Rot vereinigt, die das Wappen ihrer gleichnamigen kommunalen Vorgängerin wieder aufnahm. Sowohl der Greif als auch das Kreuz sind von der Wappentradition der ehemaligen Prämonstratenserreichsabtei Rot an der Rot abgeleitet, die auch in den meisten Teilorten Besitz hatte. Das Landratsamt Biberach hat das Wappen und die Flagge am 24. Juni 1977 verliehen. |

Wappen der ehemals eigenständigen Gemeinden

Ellwangen
Haslach
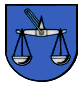
Spindelwag

## Kultur und Veranstaltungen
Erwähnenswert ist hier das Dorffest, die Roter Fasnet mit Klostersturm und Narrentaufe und dem alle zwei Jahre stattfindenden Narrensprung der örtlichen Narrenzunft. Zusätzlich gibt es den jährlich stattfindenden Zeller Umzug im Teilort Zell an der Rot.

## Sehenswürdigkeiten
Das Dorf liegt an der Oberschwäbischen Barockstraße und an der Mühlenstraße Oberschwaben.

### Bauwerke

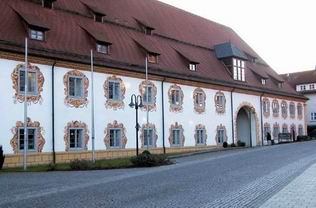
Die Ökonomie in Rot, das Wirtschaftsgebäude des Klosters

Sehenswert ist die Klosterkirche St. Verena (1777–1786) mit ihrem prächtig geschnitzten Chorgestühl (1691–1694), das von Andreas Etschmann geschaffen wurde. Die Fresken im Kirchenschiff stammen von Januarius Zick (1784), der auch schon in Wiblingen den Wiederaufbau geleitet hatte. Die Fresken im Chor schuf Andreas Meinrad von Au (1780). Die Chororgel (1786) und die dreimanualige, 38 Register umfassende Hauptorgel (1792) sind Werke von Johann Nepomuk Holzhey, sie erklingen regelmäßig in Orgelkonzerten zusammen mit dem örtlichen Kirchenchor St. Verena.
Seit 1960 befindet sich im Konventsgebäude des Klosters die Jugendbildungsstätte St. Norbert.
Auf dem Gelände des Klosters befindet sich am Fuße der Nordseite der Pfarrkirche ein Zeltplatz mit Sanitärgebäude in Trägerschaft des BDKJ.
Neben dem eigentlichen Fußballplatz des TSV Rot an der Rot 1890 bei der Abt-Hermann-Vogler-Schule gibt es unterhalb des Zeltplatzes ein Fußballfeld genannt Hexenkessel.
Daneben sind auch die Tore der Klosterbefestigung beachtenswert, sowie die erst vor einigen Jahren renovierte Ökonomie, das Wirtschaftsgebäude des Klosters und der zugehörigen Mühlen und Landwirtschaft. Am Ortsrand im Haslachtal steht die Friedhofskirche St. Johann (1737–1741) mit sehenswerten Deckenmalereien und dem Hochaltar. Sehenswert ist auch die Fassadenmalerei der ehemaligen Mehlmühle des Klosters im Ortsteil Spindelwag und der von den Mönchen des Klosters angelegte Fuchsweiher.

### Denkmäler
- Denkmal (2007) für die mehrere Jahrzehnte währende Erdölförderung im „Erdölfeld Mönchsrot“

Alle Bau- und Kunstdenkmale der Gemeinde sind in der Liste der Kulturdenkmale in Rot an der Rot erfasst.

## Wirtschaft und Infrastruktur
- Holzwerk Schilling
- Erdölfeld Mönchsrot
- Von Finck’sche Forstverwaltung

### Holzverarbeitung und Palettenherstellung am Ort
In Rot an der Rot existieren drei (bis 2010 sogar vier) Unternehmen, die Europaletten produzieren. Alle vier haben einst als Sägewerke angefangen. Das Holz, der Rohstoff für die Palettenherstellung, wird aus dem süddeutschen Raum bezogen. Obwohl eigentlich Konkurrenten, machen die Firmen mit dem Slogan „Paletten aus Rot“ gemeinsam Werbung bei einer örtlichen Frauenfußball-Mannschaft.
Die Firmen sind im Einzelnen:
- Die Lämmle Holzverarbeitungs GmbH, die mit 140 Mitarbeitern jährlich etwa 500.000 Paletten herstellt.
- Die Firma Anton Sailer ist mit 20 Mitarbeitern auf Sonderpaletten spezialisiert.
- Die Firma Rau Palettenwerk GmbH & Co. KG hat sich auf Einwegpaletten und Paletten für die chemische Industrie spezialisiert.

Als vierte Firma war bis Februar 2010 das Holzwerk Schilling ebenfalls mit der Herstellung von Paletten befasst. Nach einem Brand ist die Palettenfertigung dort jedoch eingestellt worden.

## Persönlichkeiten

### Söhne und Töchter der Gemeinde
- Julius von Roeck (1818–1884), Bürgermeister der Stadt Memmingen, geboren in Mönchsroth, Rot an der Rot
- Theodor Her (1838–1892), Maler von Stimmungslandschaften
- HAP Grieshaber (1909–1981), Maler und Graphiker, geboren in Rot an der Rot
- Gerd Leipold (* 1951), früherer Geschäftsführer von Greenpeace International Amsterdam

### Mit dem Ort verbundene Personen
- Wilhelm Eiselin (1564–1588), Prämonstratenser
- Nikolaus Betscher (1745–1811), von 1789 bis 1803 letzter Abt des Klosters, Komponist
- Franz Baum (1927–2016), ehemaliger Landtagsabgeordneter
- Siegfried Rundel (1940–2009), Komponist und Verleger
- Frank Günther (1947–2020), Shakespeare-Übersetzer, lebte in Rot an der Rot
- Berthold Schick (* 1966), Musiker, lebt in Rot an der Rot
- Holger Badstuber (* 1989), Fußballspieler, aufgewachsen in Rot an der Rot

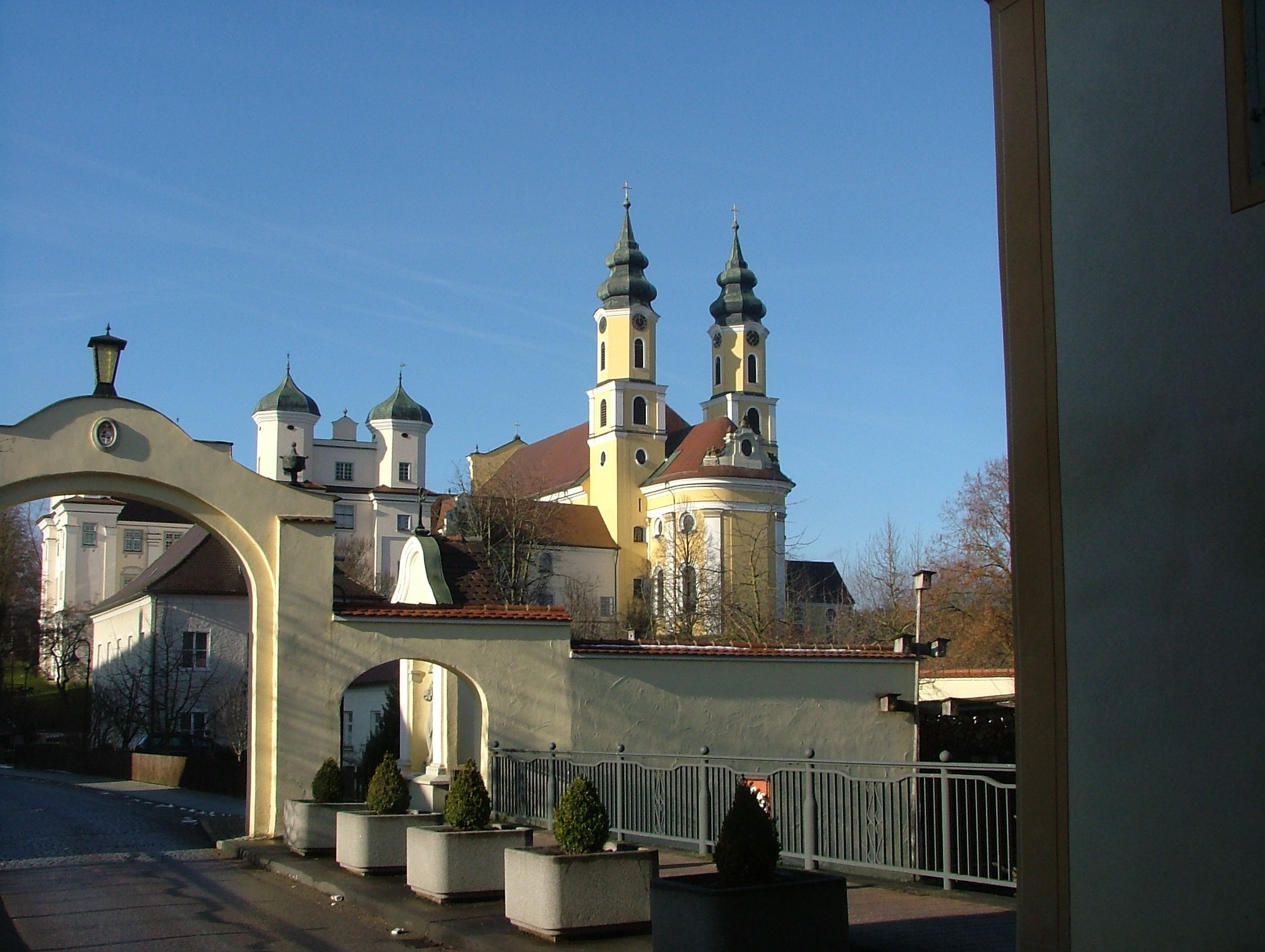
Die Klosterkirche vom Osttor aus gesehen
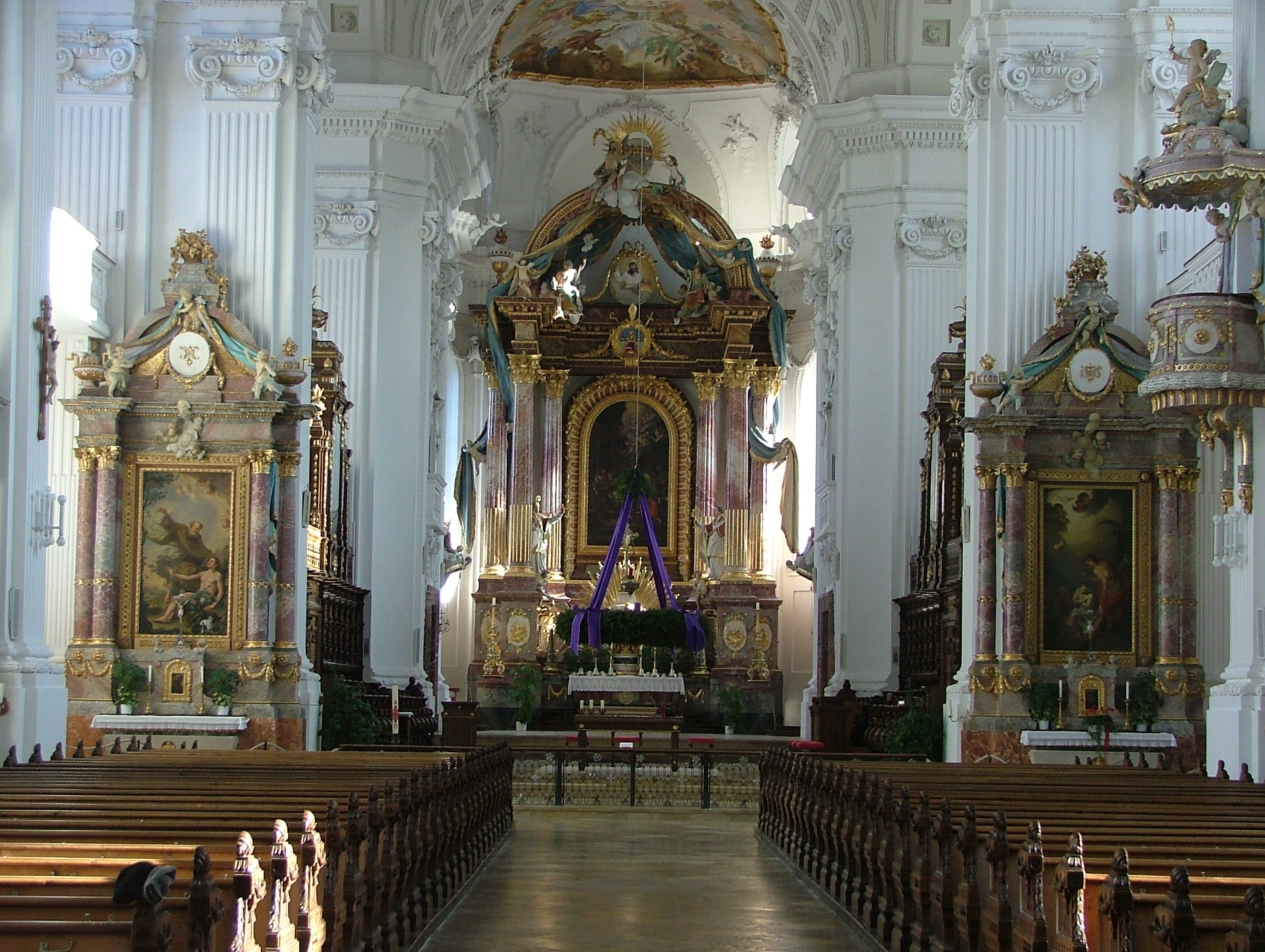
Klosterkirche St. Verena
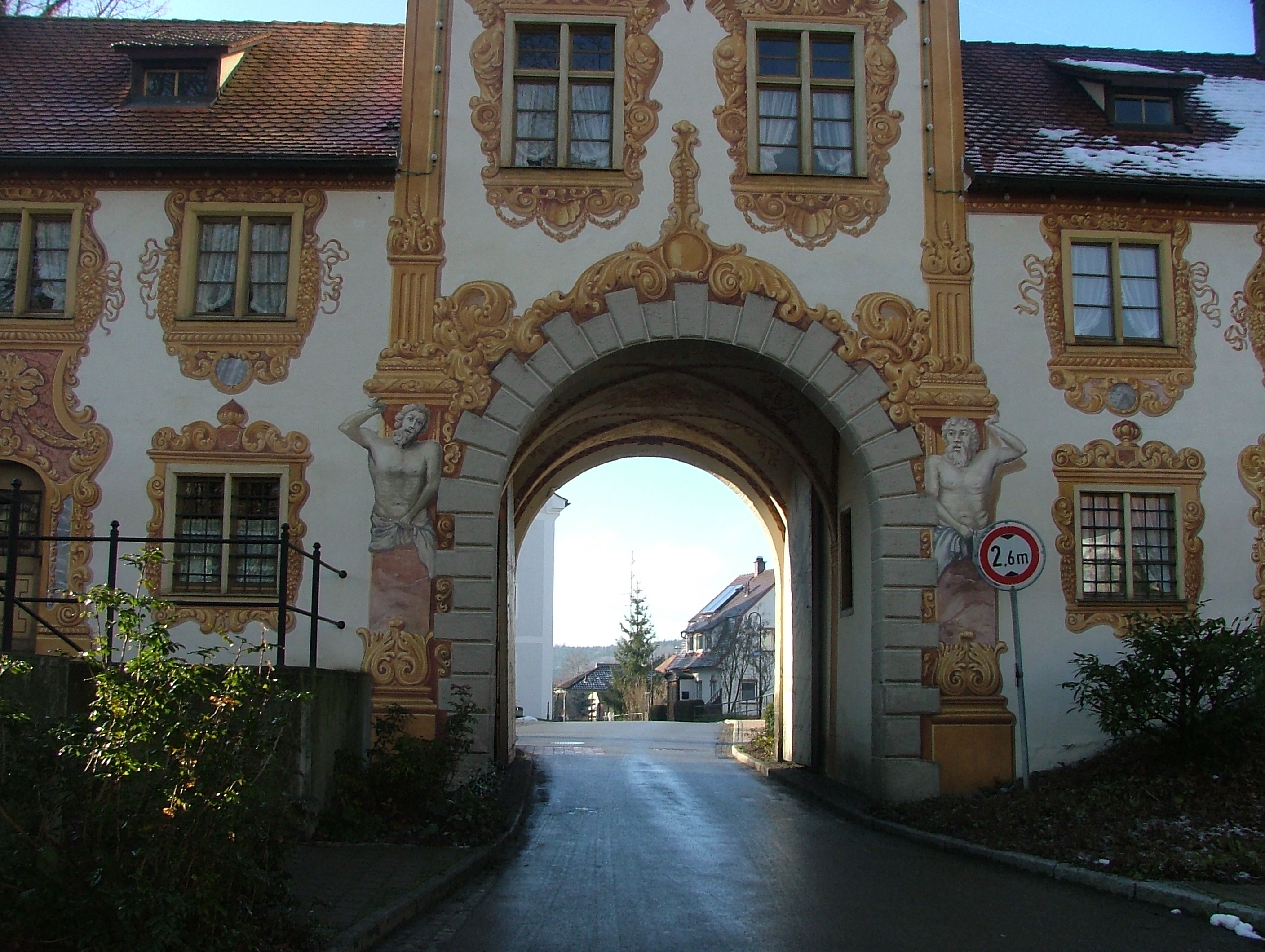
Rot an der Rot Westtor
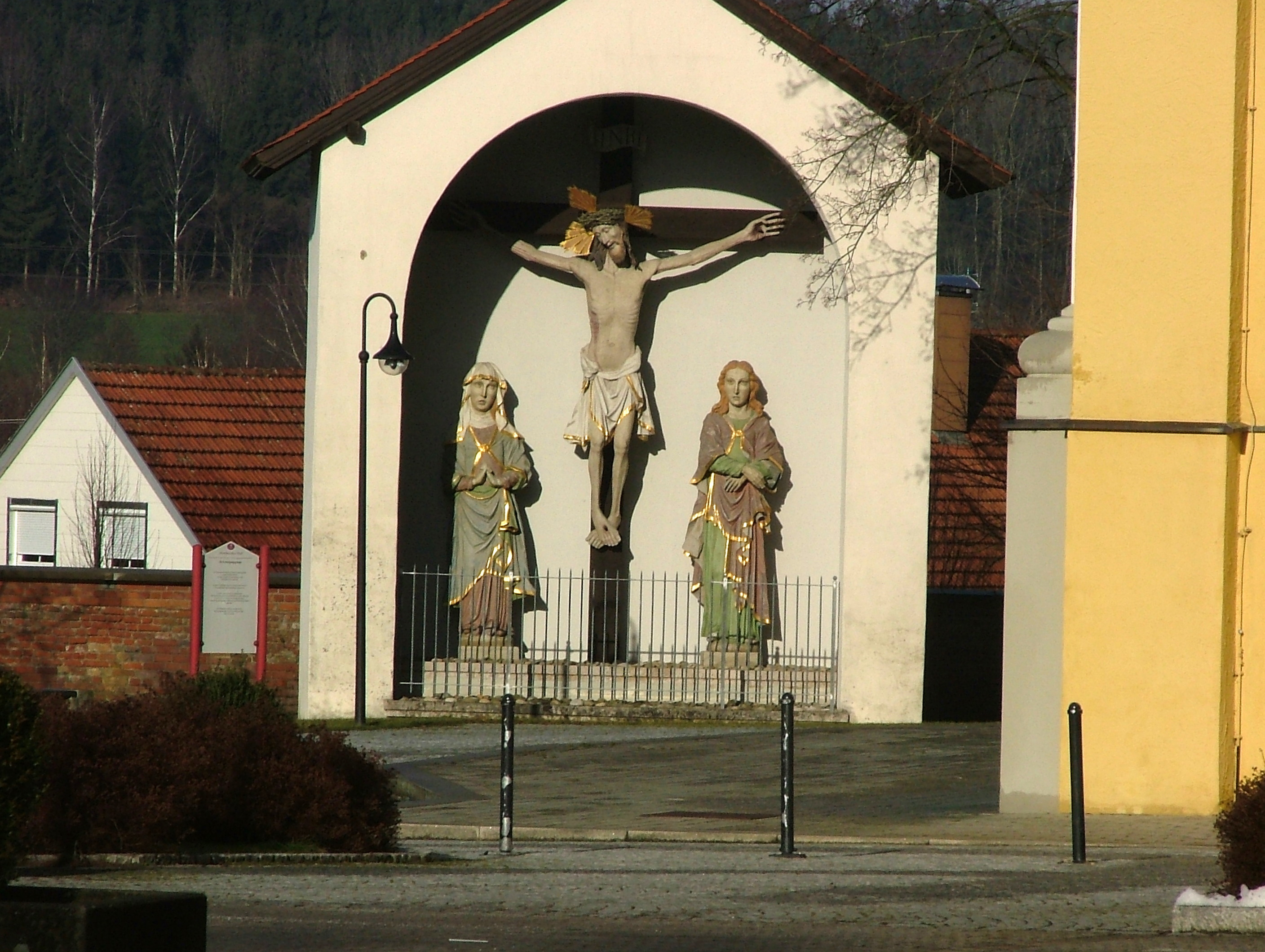
Vor der Kirche, mittelalterlicher Christus im Bildstock
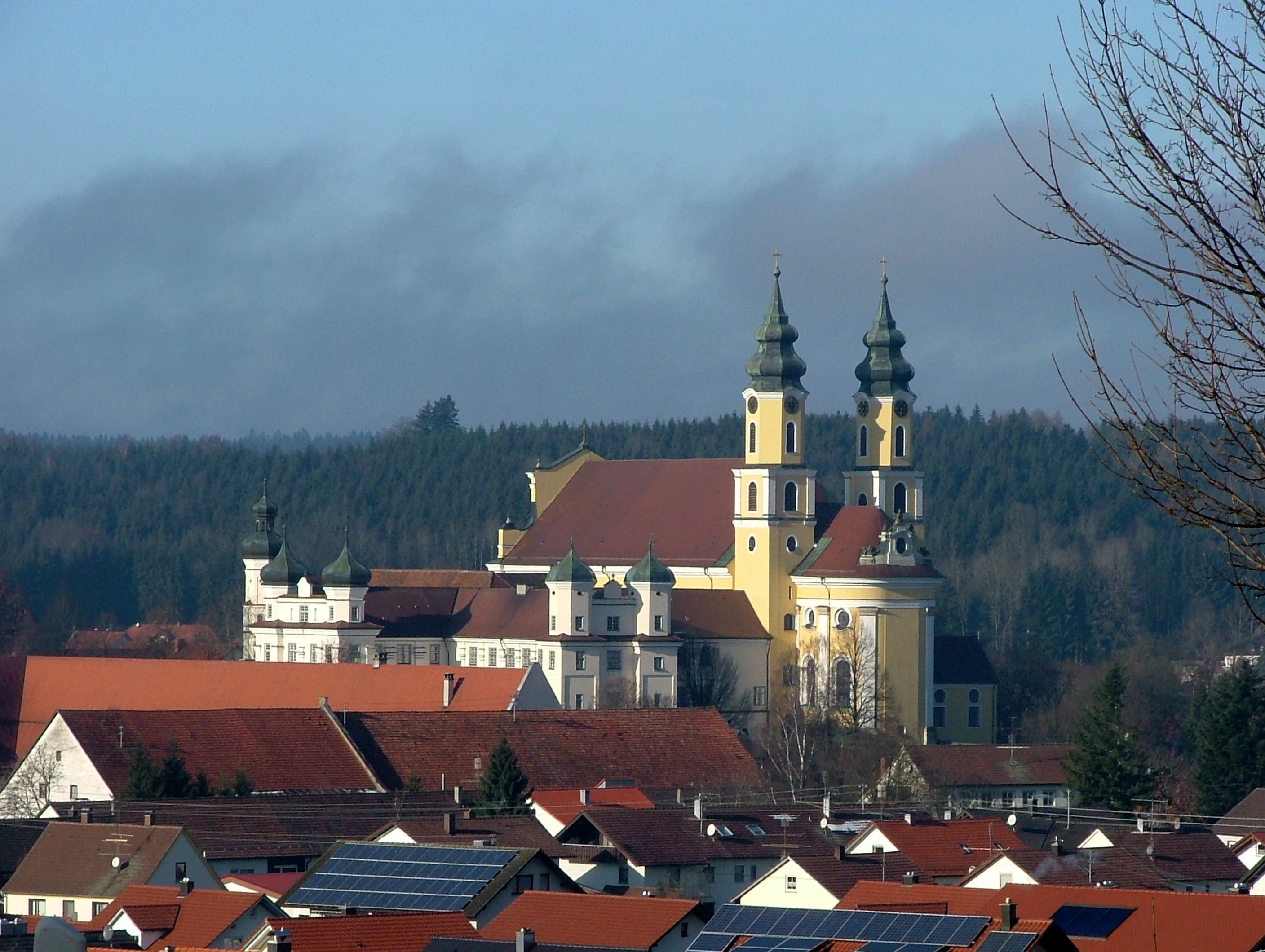
Das siebentürmige Rot an der Rot
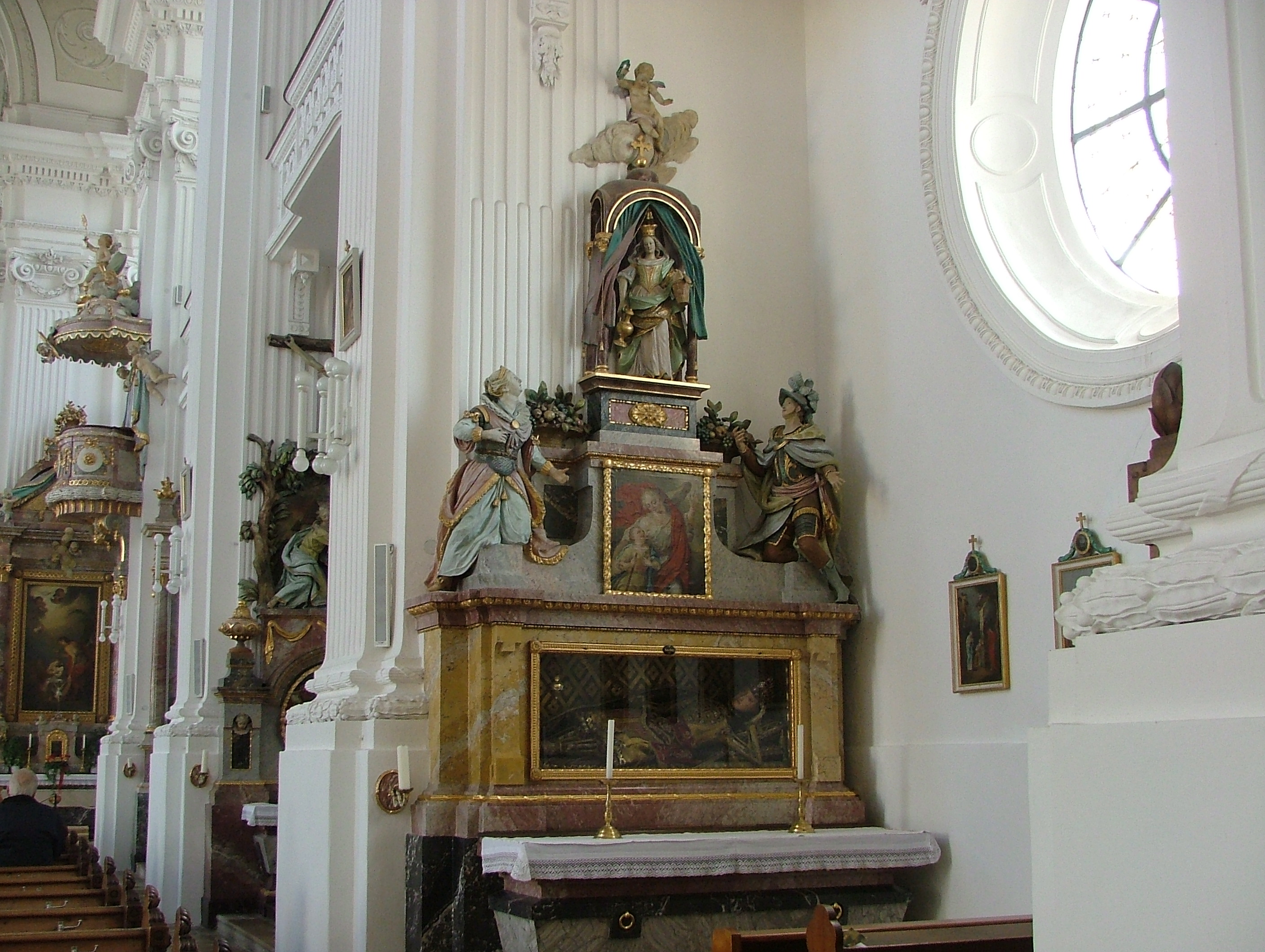
Seitenaltar, Barock wird zur Klassik
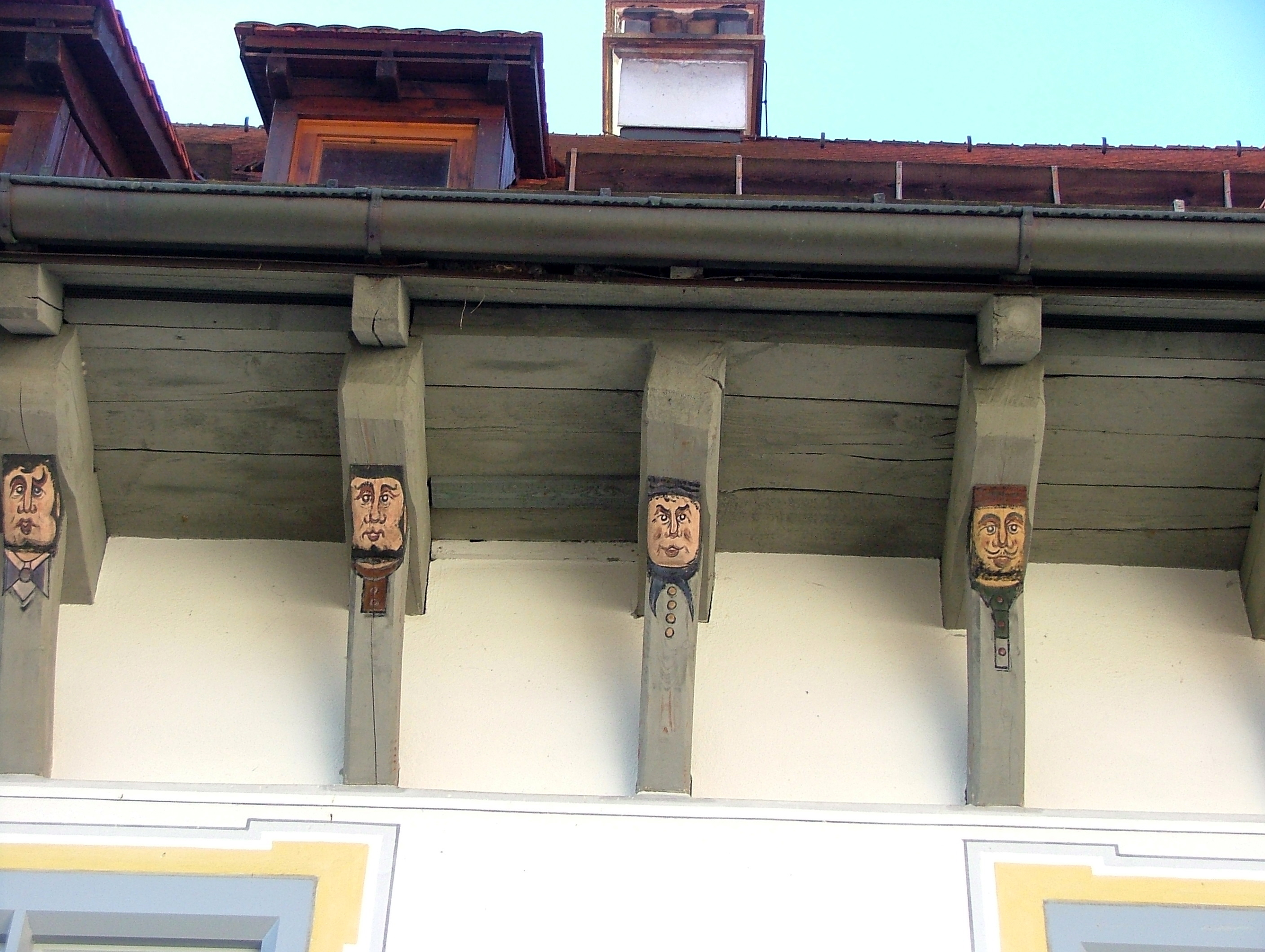
Im Ökonomiehof
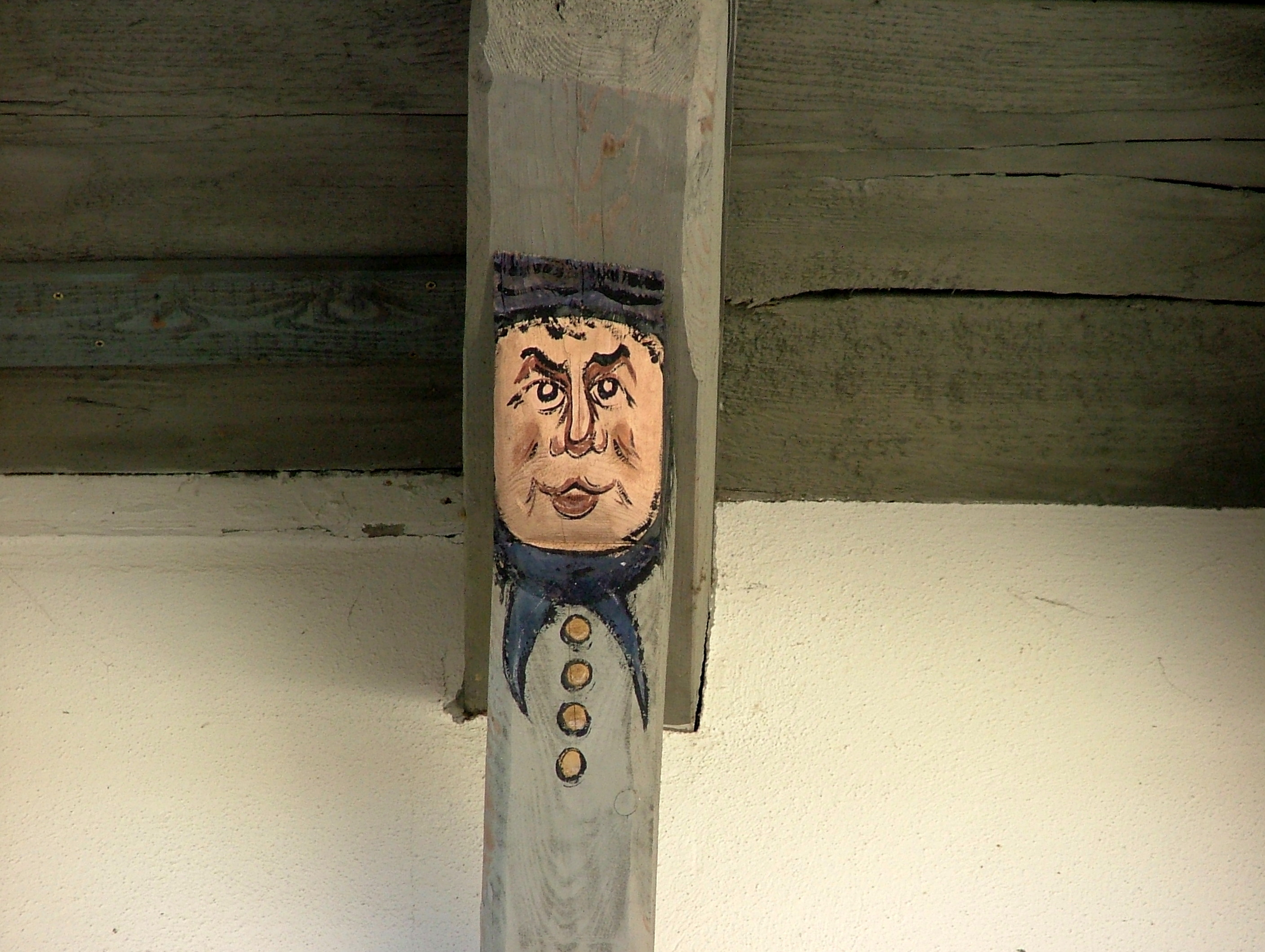
Ökonomiehof, auf jedem Dachbalken ein Gesicht